# Mourad Bouzidi
Mourad Bouzidi (ar.مراد بوزيدي; ur. 23 listopada 1984 w Hadze) – holenderski kick-boxer oraz zawodnik muay thai tunezyjskiego pochodzenia, mistrz świata WFCA (2005) oraz mistrz Europy WKN (2005) w muay thai. Od 2012 związany z GLORY.

## Kariera sportowa
Urodził się w Hadze, rodzice pochodzili z Tunezji. W wieku 10 lat rozpoczął treningi boksu tajskiego. Przez wiele lat był podopiecznym trzykrotnego mistrza K-1 Petera Aertsa. 9 maja 2004 został finalistą łotewskiego turnieju Draka w którym uległ na punkty reprezentantowi gospodarzy Konstantinowi Głuchowowi. 25 marca 2005 został mistrzem Europy organizacji WKN w formule boksu tajskiego, nokautując Chorwata Daniela Leko. Tytuł stracił niespełna dwa miesiące później 14 maja na rzecz Rumuna Daniela Ghițy, przegrywając z nim na punkty.
3 czerwca 2006 zadebiutował w japońskim K-1 podczas turnieju K-1 World Grand Prix 2006 w Seulu, w którym dotarł do półfinału, ulegając w nim Koreańczykowi Min-Soo Kimowi jednogłośnie na punkty po dodatkowej rundzie. 23 czerwca 2007 przegrał na punkty z Turkiem Gökhanem Sakim na gali K-1 World Grand Prix 2007 w Amsterdamie. 17 stycznia 2008 zwyciężył Egipcjanina Hesdy'ego Gergesa, natomiast 15 czerwca 2008 został mistrzem Holandii WFCA w boksie tajskim wygrywając z Angolczykiem Henriquesem Zową.
W latach 2008–2012 związany głównie z It’s Showtime, gdzie notował zwycięstwa m.in. nad pochodzącym z Curaçao Errolem Zimmermanem czy  Brazylijczykiem Andersonem Silvą oraz porażki m.in. z Marokańczykiem Badrem Harim (o tytuł It’s Showtime wagi ciężkiej). Poza It’s Showtime zaliczał głównie porażki m.in. z Ukraińcem Pawło Żurawlowem, w rewanżu z Zimmermanem czy Surinamczykiem Ismaelem Londtem.
6 października 2012 zadebiutował w GLORY, ulegając w rewanżowym starciu Gökhanowi Sakiemu. 31 grudnia 2012 wziął udział w GLORY Heavyweight Grand Slam Tournament, gdzie po pokonaniu w pierwszej rundzie turnieju swojego byłego trenera Petera Aertsa, w ćwierćfinale odpadł z rywalizacji przegrywając z Danielem Ghițą wskutek kontuzji ręki. W 2013 zdołał wygrać jeden pojedynek, pokonując przed czasem Brazylijczyka Fabiano Cyclone, poza tym przegrywał z Kongijczykiem Danyo Ilungą oraz innym zawodnikiem z Brazylii Saulo Cavalarim - z tym drugim przez ciężki nokaut w pierwszej rundzie.
W latach 2014–2015 wygrał cztery pojedynki z rzędu w GLORY m.in. z Belgiem Filipem Verlindenem czy w rewanżu z Ilungą, otrzymując za to szanse walki o tymczasowy tytuł wagi półciężkiej z Kongijczykiem Zackiem Mwekassą. 25 czerwca 2016 Bouzidi przegrał z Mwekassą przez techniczny nokaut w pierwszej rundzie.
20 maja 2017 podczas Glory 41 wygrał z Michaelem Duutem przez jego dyskwalifikację. Zarządzono więc rewanż który odbył się 29 września 2018 na gali Glory 59 gdzie lepszy okazał się Duut który znokautował Bouzidiego na cztery sekundy przed końcem pojedynku.

## Osiągnięcia[1]
- 2004: Mistrzostwa Europy DRAKA – finalista turnieju w kat. +90 kg
- 2005: mistrz Europy WKN w muay thai w kat. -96 kg
- 2005: mistrz świata WFCA w muay thai w kat. -86,1 kg
- 2006: K-1 World Grand Prix in Seoul – półfinalista turnieju
- 2008: mistrz Holandii WFCA w muay thai w wadze superciężkiej (+95 kg)